# أندرو كونينغهام
أندرو كونينغهام (بالإنجليزية: Andrew Cunningham)‏ هو سياسي بريطاني (وحمل سابقاً جنسية المملكة المتحدة لبريطانيا العظمى وأيرلندا)، ولد في 8 يونيو 1910 في دورهام، إنجلترا في المملكة المتحدة، وتوفي في 14 يونيو 2010. حزبياً، نشط في حزب العمال.